# Andre Geim
Sir Andre Konstantin Geim

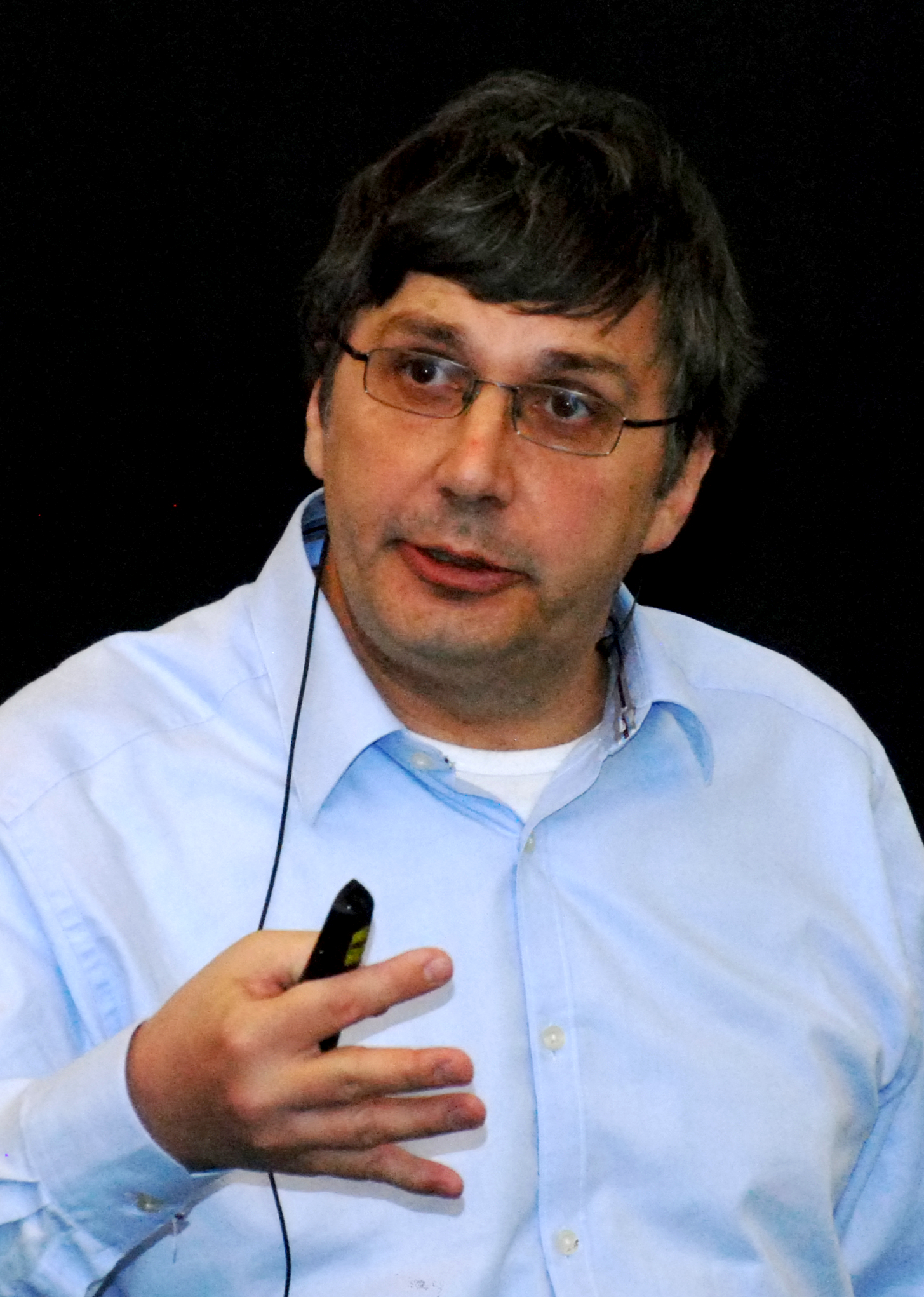
Sir Andre Geim (2010)

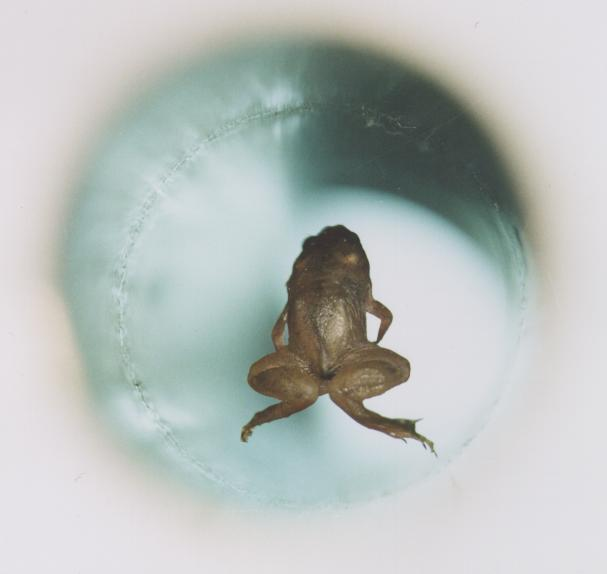
Für den in einem Magnetfeld „schwebenden Frosch“ erhielt Geim den Ig-Nobelpreis

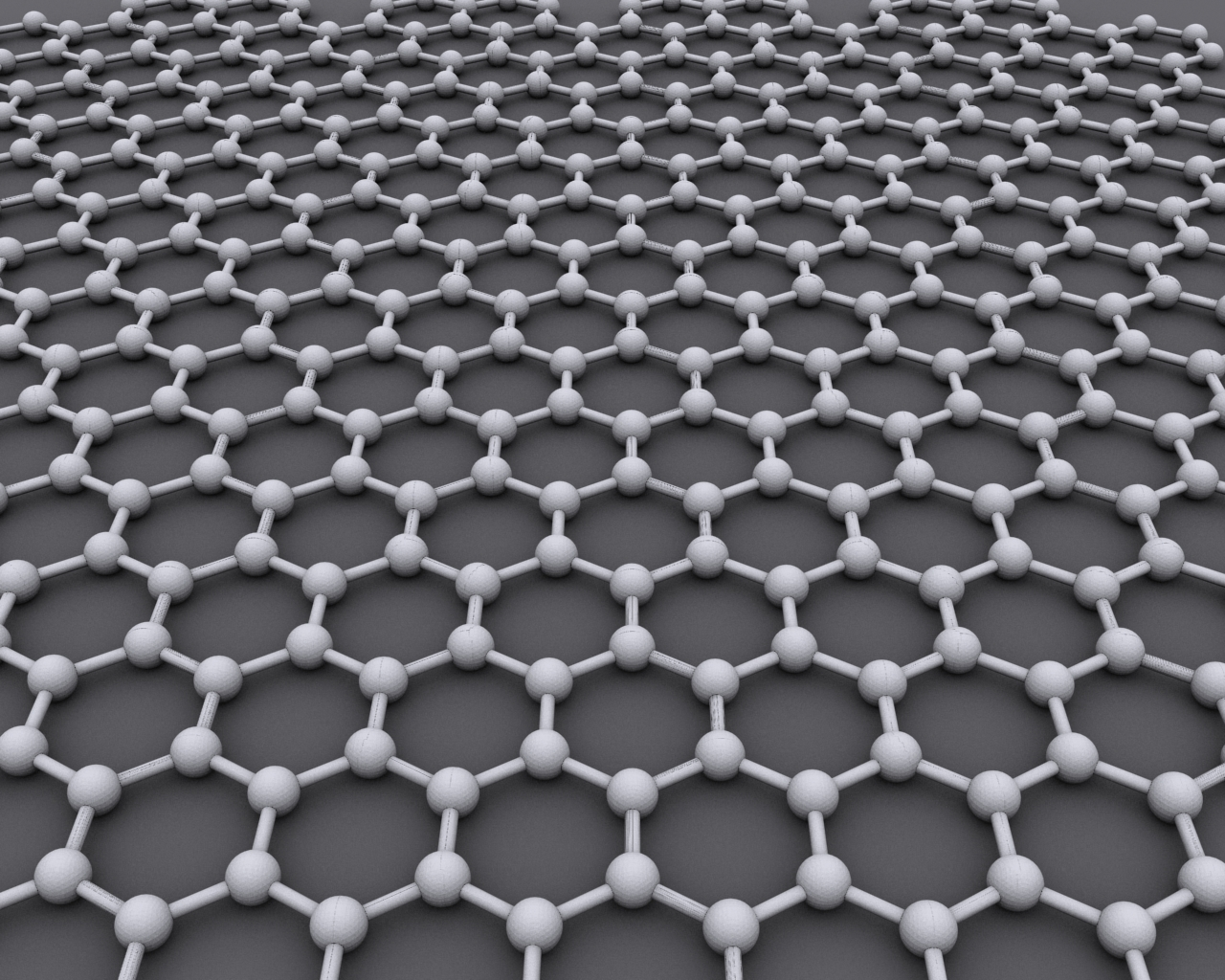
Modellhafte Struktur des von Geim isolierten zweidimensionalen Graphens

 (russisch Андре́й Константи́нович Гейм/Andrei Konstantinowitsch Geim; wiss. Transliteration Andrej Konstantinovič Gejm; deutsch: Andre Konstantinowitsch Geim; * 21. Oktober 1958 in Sotschi, Russische SFSR, Sowjetunion) ist ein britischer Physiker russlanddeutscher Herkunft. Im Jahre 2010 wurde ihm zusammen mit Konstantin Novoselov für seine Forschungen am Kohlenstoff-Allotrop Graphen der Nobelpreis für Physik zuerkannt.
Eine weitere seiner bemerkenswerten wissenschaftlichen Leistungen ist die Entwicklung eines biomimetischen Adhäsivs, welches später in der englischen Fachpresse unter dem Namen gecko tape bekannt wurde.
Ebenso bekannt sind seine Experimente mit Hilfe von diamagnetischer Schwebetechnik, die den sogenannten „schwebenden Frosch“ hervorbrachten. Für den „schwebenden Frosch“ erhielt er den Ig-Nobelpreis des Jahres 2000 im Fach Physik. Damit ist er die einzige Person, die zugleich Nobel- (2010) und Ig-Nobelpreisträger ist.

## Leben
Geims Eltern – Konstantin Alexejewitsch Geim (1910–1998) und Nina Nikolaijewna Bayer (* 1927) – waren beide Ingenieure. Seine Vorfahren gehörten bis auf eine jüdische Urgroßmutter der russlanddeutschen Minderheit an. Geims Großvater Nikolai Bayer war Professor für Kartographie an der Universität Charkiw in der Ukraine gewesen und hatte nach dem Ersten Weltkrieg kurzzeitig ein politisches Amt in der Ukrainischen Volksrepublik unter Petljura innegehabt. Der Vater war bis zum Zeitpunkt des deutschen Überfalls auf die Sowjetunion 1941 Lehrer für Mathematik und Physik an der Universität Saratow. Wegen ihrer politischen „Vergehen“ und ihrer ethnischen Herkunft verbrachten sowohl Vater als auch Großvater viele Jahre als Zwangsarbeiter im sibirischen Gulag.
Andre Geim wuchs sechs Jahre in Sotschi auf und zog mit seinen Eltern dann in das nahegelegene Naltschik am Fuß des Kaukasusgebirges, wo er die Schule besuchte. Insbesondere der Mathematikunterricht an der dortigen Schule habe einen extrem hohen Standard gehabt. Nach dem Schulabschluss im Alter von sechzehn Jahren mit sehr gutem Abschlusszeugnis bewarb sich Geim um die Aufnahme in die Nationale Forschungsuniversität für Kerntechnik „MIFI“. Obwohl er die Prüfungsthemen der Aufnahmeprüfung nach eigenem Empfinden gut löste, bestand er die Prüfung nicht. Auch hatte er das Gefühl, viel schwierigere Prüfungsfragen erhalten zu haben, als bisher üblich waren. Nach einem Jahr intensiver Vorbereitung, in dem er bezüglich des mathematischen Könnens alle seine Lehrer überflügelte, trat Geim zur Wiederholungsprüfung am MIFI an. Bei der schriftlichen Prüfung fiel ihm auf, dass alle Prüflinge in seinem Raum entweder jüdisch klingende oder nicht-russische Namen hatten, während andere Prüfungsgruppen nur aus Russen bestanden. Geim und alle seine Mitkandidaten aus demselben Raum bestanden die Prüfung nicht, obwohl Geim nach eigenem Empfinden die gestellten Aufgaben gut hatte lösen können. Enttäuscht von dieser ethnischen Diskriminierung (die ethnische Zugehörigkeit war zu Sowjetzeiten im Personalausweis und allen offiziellen Dokumenten vermerkt), bewarb er sich am Moskauer Institut für Physik und Technologie und musste sich dort einer erneuten Aufnahmeprüfung unterziehen. Im Prüfungsgespräch wurde er gefragt, ob er Deutsch spreche, was er verneinte, worauf die Bemerkung „Dann ist er kein richtiger Deutscher!“ fiel und er die Aufnahmeprüfung letztlich bestand. Während seiner späteren akademischen Ausbildung sah sich Geim wiederholt ethnischer Diskriminierung ausgesetzt und wurde als „Faschist“ bzw. „verdammter Jude“ beschimpft. Er sei erst im Alter von 32 Jahren zum ersten Mal als „Russe“ bezeichnet worden. Anlässlich der Nobelpreisverleihung 2010 wurde Geim gefragt, welcher Nationalität er sich zugehörig fühle (Russe-Brite-Deutscher-Niederländer-Jude). Er bezeichnete sich dabei als „Europäer“.
Ab 1976 studierte er am Moskauer Institut für Physik und Technologie und schloss sein Studium 1982 ab. 1987 graduierte er zum Kandidaten der Wissenschaften am Institut für Festkörperphysik der Akademie der Wissenschaften der UdSSR in Tschernogolowka. Danach arbeitete er zunächst als Post-Doktorand bei W. T. Petraschow am Institut für Probleme der Mikroelektronik Technologie (IPTM) in Tschernogolowka. Nach der Auflösung der staatlichen Strukturen der Sowjetunion wechselte er 1990 an die University of Nottingham. Weitere Postdoc-Stationen waren die University of Bath, kurzzeitig Kopenhagen und erneut Nottingham, bevor er 1994 zur Radboud-Universität Nijmegen wechselte. Berufungen zum Professor an die Universitäten Nijmegen und Eindhoven lehnte Geim ab, da er das niederländische Universitätssystem „too hierarchical and full of petty politicking“ („zu hierarchisch und voll von kleinlicher Personalpolitik“) fand. Geim kehrte nach Großbritannien zurück und nahm 2001 einen Ruf der Universität Manchester an. Derzeit ist er Direktor des Manchester Centre for Mesoscience and Nanotechnology and chair of condensed matter physics. Er hält ebenfalls den Titel des Langworthy Research Professor, einen Titel, den früher u. a. Ernest Rutherford, Lawrence Bragg und Patrick Blackett innehatten.
2004 gelang es Andre Geim, die ersten zweidimensionalen Kristalle aus Kohlenstoffatomen herzustellen (Graphene). Für diese Entdeckung wurde Geim im April 2009 mit dem mit 750.000 Euro dotierten Körber-Preis ausgezeichnet. Am 5. Oktober 2010 erhielt Geim zusammen mit Konstantin Novoselov den Nobelpreis für Physik „für grundlegende Experimente mit dem zweidimensionalen Material Graphen“ zugesprochen.
Als 2013 anlässlich des Thronjubiläums von Elisabeth II. Regius Professuren gestiftet werden sollten, fiel die Wahl der Jury auf die Abteilung für Physik an der Universität Manchester. Andre Geim wurde der erste Regius Professor of Physics, während Novoselov die Langworthy-Professur übernahm.
Geim ist Autor von mehr als 300 wissenschaftlichen Artikeln in Peer-reviewed-Zeitschriften, darunter über 35 in den Zeitschriften Nature und Science (Stand 2011). Sein h-Index ist größer als 100; über 20 seiner Publikationen wurden mehr als 1000 Mal zitiert und vier davon mehr als 10.000 Mal.
Am 2. Juli 2025 wurde bekannt, dass Geims niederländische Staatsbürgerschaft aberkannt wurde, da die Niederlande nur eine Staatsbürgerschaft erlauben. Dies erfolgte im Nachgang der Annahme der britischen Staatsbürgerschaft vor 12 Jahren, um die Ritterwürde zu erlangen. Er äußerte sich bestürzt über diesen Vorgang.

## Auszeichnungen
- 2000: Ig-Nobelpreis mit Michael Berry[9]
- 2007: Mott Medal
- 2007: Mitglied der Royal Society
- 2008: EuroPhysics Prize zusammen mit Konstantin Novoselov
- 2009: Körber-Preis für die Europäische Wissenschaft
- 2010: John J. Carty Award
- 2010: Nobelpreis für Physik zusammen mit Konstantin Novoselov
- 2010: Kommandeur im Orden vom Niederländischen Löwen[15]
- 2012: Ritterschlag als Knight Bachelor im Rahmen der New Year Honours durch Königin Elisabeth II.; er wurde damit in den Adelsstand erhoben.
- 2012: Aufnahme in die National Academy of Sciences
- 2013: Copley Medal der Royal Society
- 2023: Morris Loeb Lecture